# خطوط استیجاری

خطوط استیجاری

خط استیجاری یک خط ارتباطی تلفنی شبیه و برابر می‌باشد که برای اتصال هم‌زمان دو موقعیت استفاده می‌شود. برخلاف خطوط PSTN سنتی، این خطوط شماره تلفن ندارند و هر کدام از طرف ارتباط شروع به اتصال و ارتباط ثابت با طرف دیگر می‌کند و این خطوط می‌تواند برای تلفن، یا سرویس‌های اینترنتی استفاده شود. در U.K (انگلیس)، خطوط استیجاری در سرعت‌های K 64, K۱۲۸، K256, K۵۱۲، M2, 021X برای مشتری‌ها مهیا شده‌است. سرعت‌های بالاتر نیز در رابط‌های جایگزین مهیا شده‌است. در U.S (آمریکا) خطوط استیجاری با سرعت پایین (kbps ۵۶) و پایین‌تر از آن معمولاً برای استفاده مودم‌های آنالوگ تولید شده‌اند. خطوط استیجاری با سرعت بالاتر معمولاً به منظور استفاده FT۱ استفاده شده‌اند. یک برتری در مقایسه با سیستم‌های UK این است که بیشتر از یک ارتباط منطقی بر روی حامل می‌تواند قرار بگیرد و عمل به روز شدن اطلاعات به صورت ساده‌تر انجام می‌گیرد. به هر حال مشتری‌ها می‌بایست عمل کنترل کردن واحد سرویس کانال وسایل پایانی شبکه خودشان یا واحد سرویس داده (CSU/DSU) را به عهده گیرند. جهت برآورده شدن مقاصد خاصی، این خطوط استیجاری به ندرت در حال تعویض با خطوط ارتباطی DSL می‌باشد.